# Суджа (Бурятія)
Суджа (рос. Суджа) — селище Кяхтинського району, Бурятії Росії. Входить до складу Кяхтинського міського поселення.
Населення — 45 осіб (2015 рік).